# スティード・ボネット
スティード・ボネット（英: Stede Bonnet、1688年 - 1718年12月10日）は、18世紀初頭のバルバドス出身の海賊。海賊となる前はそれなりに裕福な地主であったため、「海賊紳士（The Gentleman Pirate）」の異名を持つ。バルバドスの裕福なイギリス人家庭に生まれ、1694年に父の死を受けて財産を相続する。1709年にメアリー・アランビー（Mary Allamby）と結婚し、民兵としてそれなりの規模の戦闘にも従事していた。しかし、結婚生活はうまくいかず、1717年夏に、航海の経験がほぼ無いにもかかわらず海賊となることを志す。帆走船を購入して「リベンジ号」と名付けると、現在のアメリカ東海岸に沿って給与制で雇った手下たちと略奪行為や他のバルバドスの船に対する焼き討ちなどを行った。
ボネットは、「海賊共和国」として当時、海賊の楽園として知られたバハマのナッソーに向けて航海している途中、スペインの軍艦と遭遇し、重傷を負った。ナッソーでは当時の海賊たちの有力者ベンジャミン・ホーニゴールド及び彼の部下で悪名高き海賊「黒髭」ことエドワード・ティーチと出会う。ボネットは、部下たちが自分の指揮に不満を表していたために、一時的に黒髭に自船の指揮権を譲ることにした。1717年12月にホーニゴールドと黒髭が別れるまで、ボネットは黒髭と共に東海岸に沿って海賊行為に従事した。ボネットがプロテスタント・シーザー号の拿捕に失敗したことをきっかけに手下たちから見限られ、彼らは黒髭の配下となるため、アン女王の復讐号に移った。ボネットは客分として黒髭の船に留まり、1718年の夏頃にノースカロライナのチャールズ・イーデン総督から恩赦及びスペイン船に対する私掠免許を得るまでは再び海賊船長として指揮を執ることはなかった。ボネットは海賊行為の再開にあたって、恩赦の取り消しを防ぐため、偽名「トーマス船長」を名乗り、船名は「ロイヤル・ジェームズ」に変更した。1718年7月までには海賊生活に戻っていた。
1718年8月、ボネットはケープフィア川の河口にロイヤル・ジェームズ号を停泊させ、船の整備や修理を行っていた。その頃、8月下旬から9月にかけて、ウィリアム・レット大佐はサウスカロライナ植民地のロバート・ジョンソン総督から川にいる海賊討伐の権限を付与され、任務にあたっていた。大佐の部隊とボネットの海賊団は数時間に渡って交戦状態となり、最終的には海賊たちは降伏した。10月上旬、大佐は拘束した海賊たちを、チャールズタウンに連行した。ボネットは10月24日に脱獄に成功したが、間もなくサリバン島で再拘束され、最終的にニコラス・トロット判事によって死刑を宣告された。ボネットはジョンソン総督に寛大な処置を求めたが、総督は判決を支持し、1718年12月10日、ボネットはチャールズタウンにて絞首刑に処された。 

## 経歴

### 海賊となるまで
ボネットは1688年に生まれ、同年7月29日にクライストチャーチ教区で洗礼を受けた。彼の両親であるエドワードとサラのボネット夫妻は、ブリッジタウンの南東に400エーカー（1.6 km2）以上の土地を所有する地主であった。1694年に父が亡くなり、ボネットは遺産を相続した。ボネットの教育歴は不明だが、彼を知る者たちは読書家だったと言い、後にニコラス・トロット判事が判決を下した時には自由教育（liberal education）だったことを示唆している。1709年にメアリー・アランビー（Mary Allamby）と結婚した。息子の一人は1715年に亡くなってしまったが、他の子供達はボネットが家族を捨て海賊になった時には存命していた。息子の一人エドワードの娘（ボネットから見て孫娘）である Anne Thomasine Clarkeは、バルバドス議会議長を36年務めたロバート・ヘイン将軍の妻になった。
キャプテン・チャールズ・ジョンソンは『海賊史』において、ボネットが海賊の道を選ぶことを余儀なくされたのはメアリーの口やかましい性格と結婚生活の不満にあったと記す。ボネットはバルバドス民兵隊の少佐の地位にあったが、この職務の詳細は不明である。おそらくこれは奴隷の反乱抑止が民兵の重要な目的であったために、地主という立場から、その階級にあったと推測される。ボネットの民兵としての活動期間はスペイン継承戦争の期間と一致するが、彼がその戦闘に参加していたという記録はない。

### 初期の海賊としての生活

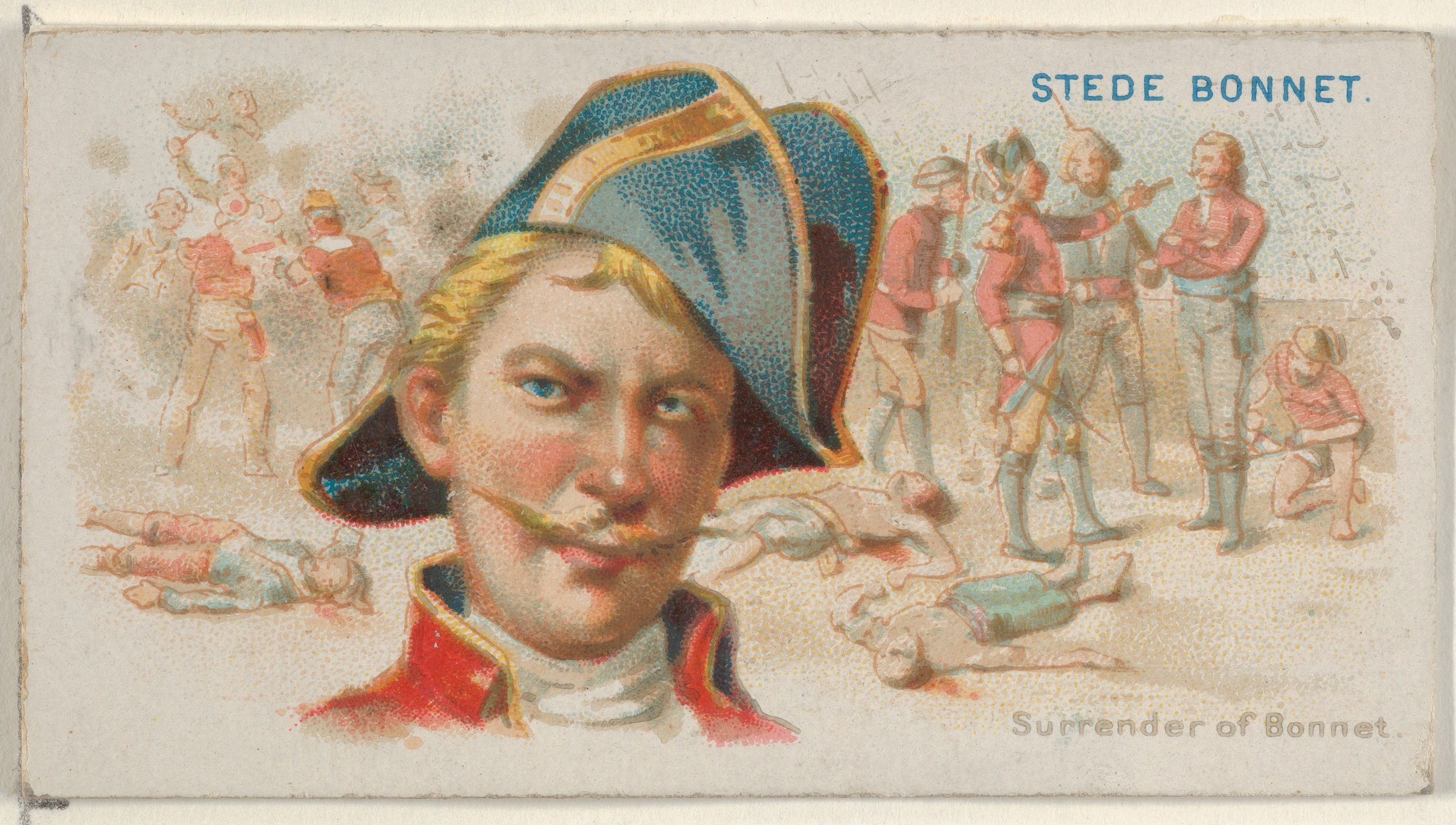
スティード・ボネットが描かれているAllen & Ginterのシガレットカード「Pirates of the Spanish」シリーズ(N19)から「ボネットの降伏（Surrender of Bonnet）」

1717年の春、ボネットは船乗りとしての経験がなくとも海賊になることを決心した。地元の造船所に依頼して60トン級のスループ船を建造させ、約10門の大砲を装備してリベンジ号と名付けた。これは珍しいことで、通常、海賊は反乱や拿捕によって船を乗っ取るか、私掠船が海賊業に転身するのが普通だった。そしてボネットは70人以上の男たちを乗組員として雇った。航海の知識はクォーターマスターと航海士に頼ることになり、結果的にクルー達からあまり尊敬されないことに繋がった。もう一つ慣習から外れていたのは、多くの海賊たちが略奪品を分配したのに対し、ボネットは給与制だったことである。イギリス海軍の情報部は、彼が暗いうちにバルバドスのカーライル湾を出発したと記録する。
ボネットの最初の航海ではチェサピーク湾の入り口近くのバージニア植民地の海岸に向かい、そこで4隻の船を拿捕して略奪した。そして故郷に自分が海賊となったことを知らせるために、バルバドスの船ターベット号に放火した。それからさらに2隻の船を襲い、Gardiners島では海軍物資を拾得し、捕虜を解放して、ニューヨークに向かって北へと出航した。1717年8月までに、ボネットはカロライナに戻り、そこでさらに2隻の船ボストンのブリガンティンとバルバドスのスループ船を襲撃した。ブリガンティンは略奪したが、満杯の貨物があったスループ船はノースカロライナの入り江へと運ばれ、リベンジ号の修復に用いられた。最終的に船は解体されて木材を利用され、その残骸は燃やされた。1717年9月、ボネットはバハマのニュープロビデンス島の悪名高い海賊の巣窟であるナッソーを航路目標に定めた。その途中、戦争中のスペイン軍と遭遇してしまい、戦闘後に離脱した。この戦闘でリベンジ号は酷く損傷を受け、ボネット自身も重傷を負い、さらにクルーの半分も死んだか負傷した。ナッソーに到着すると死傷者の代わりに新たな船員を確保し、リベンジ号を整備し、さらに12門、大砲を増やした。

### 黒髭の客分となる

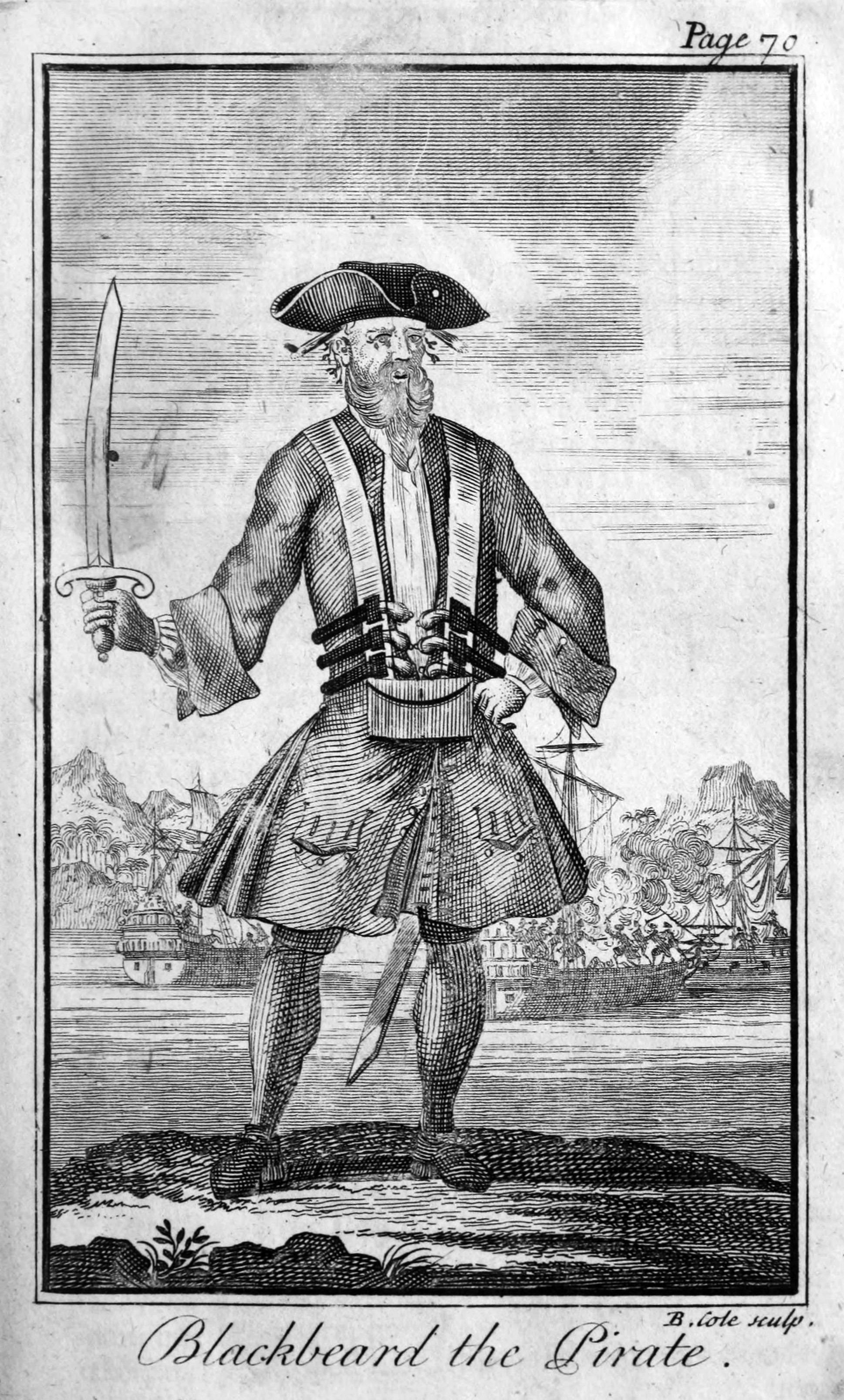
黒髭 - 『海賊史（第2版）』

ナッソーにおいて、ボネットはキャプテン・ベンジャミン・ホーニゴールドとエドワード・ティーチと出会った。黒髭としてよく知られているティーチは、ボネットの残りの人生に大きな役割を果たすことになる。怪我によって指揮が不可能となっていたボネットは、一時的に黒髭にリベンジ号の指揮権を委任し、自身は経験豊富な海賊船長の客分となることを選んだ。黒髭とボネットは、デラウェア湾に向かって北へと航行し、そこで11隻の船を略奪した。1717年9月29日、黒髭が船長を務めるリベンジ号がマデイラ・ワインを満杯に積んだスロープ船ベティ号を略奪した。10月12日に商船を略奪されたコッド船長は、ナイトシャツ姿のボネットがデッキを歩いていて、指揮に乏しく、まだ怪我によって体調を崩していたと報告している。リベンジ号はその後、フィラデルフィアを出発したスポッフォード号とシーニンフ号を拿捕・略奪した。10月22日にはロバート号とグッド・インテント号の積荷を奪い去った。
黒髭とボネットはデラウェア湾を去ると11月にはカリブ海に戻り、そこで海賊行為を続けた。11月17日、マルティニーク島から約100マイル（160 km）離れた場所で200トン級の商船ラ・コンコルド号を2隻でもって襲撃した。襲われた船長は、海賊船は、大砲12門と120名の男達が乗る1隻と、大砲8門と約30名の男達からなる1隻で構成されていたと報告している。ラ・コンコルド号の乗組員たちは抵抗したが、海賊たちによる2回の砲撃によって降伏した。黒髭はラ・コンコルド号をグレナディーン諸島の南に連行し、そこでジョージ1世への侮辱としてアン女王の復讐号と改名し、旗艦とした。12月19日からしばらく経って黒髭とボネットは別れた。ボネットがカリブ海の西側で活動を始めて1718年3月、ホンジュラス沖で400トン級の商船プロテスタント・シーザー号と遭遇した。しかし、ボネットは船を取り逃がし、これによって手下たちはボネットに反抗的になった。その後間もなくしてボネットの海賊団が黒髭と再会すると、手下たちはボネットを見限り、黒髭の手下になることを望んだ。これを受けて黒髭は、忠実な部下であるリチャーズ]に、リベンジ号の指揮権を与えた。手下たちの裏切りにボネットは驚愕したものの、アン女王の復讐号の客分となる道を選んだ。ボネットは忠実な手下には自分がスペインかポルトガルに追放されれば、海賊から足を洗う覚悟はできていると打ち明けていた。結局、ボネットは1718年の夏まで指揮を再び執ることはなかった。
リチャーズの指揮下でリベンジ号はデビッド・ハリオットが船長を務めるジャマイカのスループ船、アドベンチャー号を拿捕した。ハリオットは海賊団に加わり、黒髭は3隻を現有することになる。1718年の晩春、ボネットは黒髭と共にサウスカロライナに向かい、黒髭の4隻の船がチャールズタウンの港を封鎖した。その後、黒髭とボネットは船の整備のため、北のトップセール島へ向かった。そこでアン女王の復讐号が座礁し、失われた。トップセール島に3隻の船を残すと、黒髭とボネットは、陸に上がり、当時ノースカロライナの首都であったバスへ向かった。たどり着いた2人は、海賊行為から完全に足を洗うことを条件に、ジョージ1世の名のもとにチャールズ・イーデン総督からの恩赦を受けることができた。黒髭が密かにトップセール島に戻っている間、ボネットはバスに滞在し、リベンジ号をセント・トーマス島（デンマークの植民地）に移動させるためにイーデンから許可を受けていた。

### 海賊船長への復帰
ボネットがトップセール島に戻ってきて見たものは黒髭の裏切りであった。黒髭はリベンジ号を含む船団の物資を奪うとアドベンチャー号に積み込み、さらにボネットの元手下たちの大多数も引き連れて、すでにどこかへと消えていた。これを受けて（おそらく1718年6月下旬か7月上旬に）ボネットは再びリベンジ号の指揮を執ることになった。バルバドスを出航した時からの手下たちは、もはや、いたとしてもほとんどいなかったが、ボネットは黒髭がトップセール島の砂州に置き去りにしていった男たちを加えることでリベンジ号の船員を確保した。
ボネットが船長に復帰して間もなく、バルバドス出身の手下たちは、黒髭がオクラコークの入り江にいると伝えた。ボネットは裏切りの落とし前をつけさせるためすぐに追いかけたが、黒髭を発見することはできず、ボネットと黒髭が再会することは二度となかった。ボネットはセント・トーマス島で私掠免許状を取得するという望みを捨てたわけではなかったが、差し迫った2つの問題が再び彼を海賊行為に走らせた。第一に、黒髭はボネットや手下たちが必要とする分の食料と物資を奪っていた（ある手下は、その裁判においてリベンジ号には10、11樽以下しか残ってなかったと証言している）。第二にセント・トーマス周辺の海域は、秋までハリケーンシーズンの真っ只中にあった。しかし、略奪者に戻ることは与えられた恩赦が無効になることを意味していた。
恩赦の取り消しを防ぐため、ボネットは「トーマス船長」を名乗り、リベンジ号をロイヤル・ジェームズ号に改名した。このロイヤル・ジェームズという名は、おそらく若き王子ジェームズ・ステュアートに由来し、ボネットか、その手下がジャコバイトに共鳴していたことを示しているかもしれない。ボネットの捕虜の一人は、ボネットの手下たちが「老僭王（The Old Pretender）」の健康を祝って酒盛りをしていたのを目撃し、彼らにとっての正統なイギリス国王に会うことを望んでいたと報告している。
さらにボネットは海賊への復帰を偽装するため、後述する拿捕した2隻の船と見せかけの取引も行っていた。ただ、間もなくしてこの取引の手口は止めて、素の海賊行為に戻った。1718年7月、デラウェア湾に向かって北へと航行し、そこで11隻の船を襲撃した。この時、何人かの捕虜を連行し、そのうちの何人かはボネットの手下に加わった。これらの略奪において、ボネットが手元に残した拿捕船はほとんどなかったが、最後に拿捕した2隻フランシス号とフォーチュン号は残しておいた。1718年8月1日、ロイヤル・ジェームズ号と拿捕した2隻のスループ船はデラウェア湾から南へと航海した。拿捕された2隻が遅れると、ボネットはリベンジ号の近くにいなければ沈めると脅した。この航海中に、ボネットと手下たちは、戦利品を約10から11ポンドの配当として、仲間内で分配した。これは当時の海賊たちの一般的な方法であり、ボネットが実施したものと知られる唯一の例であると同時に、この時までに彼が海賊としては風変わりな給与制を取りやめたことを示唆する。
デラウェア湾から12日後、ボネットはケープフィア川の河口に入り、現在はボネットクリークとして知られる小さな水路の入り口近くに停泊した。ロイヤル・ジェームズ号は酷い水漏れが起こり始めており、修理を必要としていた。間もなく、川に入ってきた小型船（shallop）を拿捕し、ボネットはロイヤル・ジェームズ号の修復の材料としてこれを解体した。この修理の作業は、全部または一部を、連行した捕虜にやらせた。ボネットは少なくとも一人の手下に、修理をする捕虜に協力しなければ置き去り刑にすると脅していた。その後45日に渡って川に留まっていた。ボネットの甲板長イグナティウス・ペルによれば、そこでハリケーンの季節が過ぎるのを待つつもりだったという。

### ケープフィア川の戦い
8月末までにボネットの船がケープフィア川に係留されているというニュースがチャールズタウンに届いていた。サウスカロライナの総督ロバート・ジョンソンは、ノースカロライナの管轄区域であってもウィリアム・レット大佐が海賊鎮圧のために遠征隊を指揮する認可を与えた。チャールズタウン近郊で別の海賊が出現したためにそちらの対応に追われた後、9月26日にレットは、8門の大砲を載せた2隻のスループ船ヘンリー号とシーニンフ号及び、130人の民兵を率いてケープフィア側の河口に到着した。ボネットは当初、レットの遠征隊を商人と間違え、それらを捕まえるために3隻のカヌーを送った。レットにとって不幸だったのは旗艦ヘンリー号が河口で座礁し、ボネットの手下たちが近付くことを許してしまったことだった。これによって手下たちは、この船が自分たちを討伐する目的の武装船と知り、これをボネットに知らせるために無傷で撤退できた。満潮によってヘンリー号が離礁できたときには既に日は沈んでいた。
46人の海賊が3隻のスループ船にバラけていた。夜の間にボネットは彼ら全員をロイヤル・ジェームズ号に集め、夜間では狭いケープフィアの水路では危険を晒すことになると考えて、朝に河口へ向かい戦うことを決定した。ボネットはまたジョンソン総督にチャールズタウンの港の船をすべて燃やしてやると脅迫する手紙を送っていた。1718年9月27日の夜明け、ボネットはレットの隊に向かって船団を動かし、3隻の全船が砲撃したことでケープフィア川の戦いが始まった。レット側の2隻はロイヤル・ジェームズ号を夾叉砲撃（bracket）する目的で別れた。これをボネットは川の西岸近くに舵を切ることで避けようとしたが、その過程で座礁してしまった。レット側の船もまた座礁してしまい、ロイヤル・ジェームズ号の射程範囲にヘンリー号だけ残ってしまった。
5、6時間に渡って戦況は膠着状態となり、全員が身動きが取れなくなってしまった。しかし、ボネット側は非常に有利な状態にあった。銃で武装されたデッキは、相手から距離が保たれていたことで防御しやすく、逆にレットの部下たちは、ヘンリー号のデッキがボネット達側に傾向ていたために、その無防備な形でマスケット銃の銃撃に晒されるような形となってしまっていた。このため、ボネット側が12人の死傷者を出す一方で、レット側は70人中、10人が殺され、14人が負傷した。大部分のボネットの手下たちは熱心に戦い、敵船に乗り込んで格闘戦を挑もうとする者や、相手を挑発する旗を掲げて戦闘を支援しようとする者たちもいた。加えてボネットは自らピストルを持ってデッキを巡回し、しくじれば殺すと手下たちを脅してまわった。それにもかかわらず、捕虜からボネットの手下となることを強制された何名かは敵を攻撃することを拒絶し、その中のある者は戦闘中の混乱によってかろうじてボネットの手にかからずに済んだ。
潮汐によって川面が上昇し、レット側のスループ船が離礁して自由に動けるようになった一方、ロイヤル・ジェームズ号は未だ身動きが取れず、これによって戦いは終結に向かった。ボネットは無力のまま、敵船が艤装を修理し、身動きできない自分たちの船に乗り込んでくるのを眺める以外になかった。兵力差は3倍以上であり、ボネットの手下たちが乗り込んでくる敵に対し勝てる見込みはほぼ無かった。ボネットは手下の砲手ジョージ・ロスに、ロイヤル・ジェームズ号の火薬庫を爆破するよう命令した。ロスはこれを試みたが、降伏しようとする仲間たちによって妨害されてしまった。レットは海賊たちを拘束し、10月3日にチャールズタウンへと連行した。

### 脱獄と最期

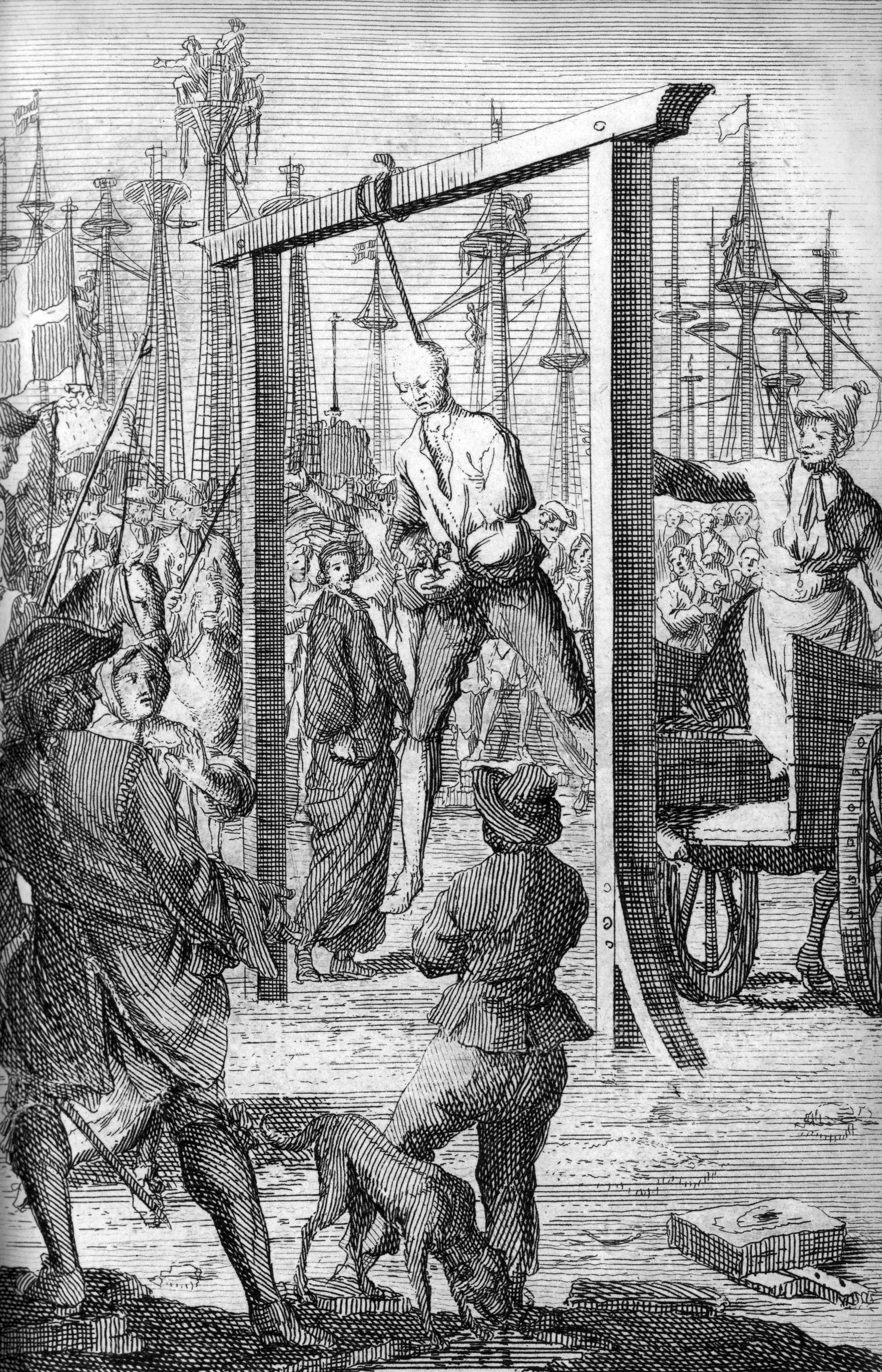
1718年12月10日、ボネットはチャールストンにて絞首刑に処された。

チャールズタウンでは、ボネットは手下たちの多くから隔離され、街の保安官（マーシャル）であるナサニエル・パートリッジの家に、甲板長のイグナティウス・ペル、航海長のデビッド・ヘリオットと共に3週間に渡り勾留された。海賊エドワード・ロビンソンと残りの手下たちは、チャールズタウン郊外のホワイトポイントにある拘置所に収監された。10月24日に、おそらく地元の商人Richard Tookermanの手引きでボネットとハリオットは脱獄した。ジョンソン総督はすぐにボネットに700ポンドの懸賞金を掛け、追跡チームを結成・派遣した。ボネットとヘリオットは、奴隷とインド人を伴ってボートを手に入れ、チャールズタウン港のノースショアに向かった。しかし、風が悪く、物資が足りなかったため、4人はサリバン島に逃げ込んだ。ジョンソン総督はボネット捜索のため、レット率いる捜索隊をサリバン島に送った。徹底的な捜索の末に、ボネットは発見され、銃撃戦でハリオットは死亡、ほか2人は重傷を負った。ボネットは降伏してチャールズタウンに引き戻された。裁判を待っている間、ボネットは市内で何らかの市民暴動を起こさせ、後に当局は火災による損壊状況や政府転覆が目的だったことなどを説明した。ボネットはおそらく、市内の民兵警備所で裁判と処刑を待っていたと思われる。これは今日に「交易所兼税関（Exchange and Provost）」として知られている建物である。
1718年11月10日、ボネットは代理海事裁判所（Vice-Admiralty judge）において、判事ニコラス・トロット卿の下で裁判にかけられた。トロットは既に彼の手下たちに判決を下しており、そのほとんどは絞首刑であった。ボネットはフランシス号とフォーチュン号に対する2件の略奪行為に関して起訴された。イグナティウス・ペルは、手下たちの裁判の中で、司法取引（King's evidence）によって渋々ボネットの罪を裏付ける証言を行った。ボネットは弁護士なしに、自分自身で罪状に対する弁護を行い、相手の証人は信頼できないとして反対尋問し、逆に自身の人柄による証拠（character witness）を立証してくれる人を呼びかけたりした。トロット判事は、有罪とする証拠をまとめ上げ、陪審員は有罪判決を下した。その2日後に有罪判決を受けた者達に対し、キリスト教徒としての義務に違反したとして厳しい説教が行われた後、トロット判事はボネットに死刑を宣告した。
執行までの間、ボネットはジョンソン総督に手紙を書き、寛大な処置を嘆願し、2度と海賊行為を行わないこと、その証拠として自分の手足を切ることを約束するとまで訴えた。『海賊史』によれば、この目に見える錯乱ぶりは多くのカロライナ人、特に女性に同情され、ロンドンの新聞では総督が彼の処刑を7回延期したと報じられたという。しかし最期は1718年12月10日にチャールズタウンのホワイトポイントガーデンにて絞首刑に処された。

## ボネットの船長としての権威
海賊船において船長が乗組員たちに行使できる権限の強さは疑問視されており、手続きや制裁は予め制定されていた掟に基づかなければならなかった。多くの海賊船においては、船長は仲間内から選出され、同様に退任させることもできた。そうした海の慣習に疎いボネットは、他の海賊船長よりもさらに弱い立場にあった。ボネットの初期のキャリアにおいては、手下たちの忠誠心は低く、むしろ経験豊富でカリスマ性のある黒髭の方に大いに敬意を払っていたようである。
裁判では、ボネットは自分の手下たちに対する権限が弱かったことを言い立てていた。ボネットは手下たちが自分の命令に反した海賊行為を行っていたと証言し、船を襲撃するのを止めなければ自分は船を降りるとまで警告していたと言った。さらにはフランシス号の拿捕時には寝ていたとすら主張した。裁判所はこれらの抗弁を認めなかった。甲板長イグナティウス・ペルは、クォーターマスターのRobert Tuckerの方がボネットよりも力を持っていたと証言している。クォーターマスターが力を持つというのは近世の海賊船では共通の特徴だったようである。
それにもかかわらず、ボネットの手下たちは彼をリーダーとして認めていた。少なくとも、彼が黒髭によって置き去り刑にされた者たちを救助した後、ロイヤル・ジェームズ号に乗ってからは彼らの指揮官として認められたものと思われる。海賊団の戦利品管理を託されていたようであり、航路や攻撃する船の種類など、最も重要な意思決定を行っていた。さらに重要なのはデラウェア湾では彼は規律違反で2人の手下に鞭打ちを命じたことである。海賊たちの大部分は、元々海軍船や商船において、この罰が頻繁に行われることに憤慨して去った者が多く、したがって乗組員の信認を得ていなければ、このような罰を命じることはできないためである。

## ボネットの海賊旗

ボネットのものとされる海賊旗

ボネットの海賊旗は伝統的に、黒地に、心臓と短剣の間に白い頭蓋骨、その下に水平に置いた長い骨の図案として知られている（右図参照）。現代の海賊に関する文献ではほぼ頻繁にこの旗がボネットの海賊旗として紹介されるにもかかわらず、ジョージ1世の時代の史料においてこれがボネットの旗とするものはなく、旗のデザイン自体に言及したものも少ない。この旗は、おそらく1939年にフィリップ・ゴス博士がイギリスの国立海洋博物館に寄贈し、出所不明のままに展示されている数多くの海賊旗の1つに過ぎない。ボネットらと同世代の者たちは、彼が「血まみれの旗（bloody flag）」を掲げていたと述べており、これはおそらく暗赤色の旗であったことを意味している。1718年のボストン・ニュースレターの記事では、ボネットがプロテスタント・シーザー号を追跡していた時に死者の旗を掲げていたと報告しているが、色や長骨、心臓、短剣については何も言及していない。

## 板歩きの刑
ボネットは捕虜に板歩きの刑をさせた数少ない海賊の一人とされている。しかし、現代の資料においてはボネットが板歩きの刑をしたと言及するものはない。ピッツバーグ大学歴史学教授マーカス・レディカーのような現代の学者が指摘するように、一般に、海賊たちが捕虜に細い板の上を歩かせるという概念自体、ボネットよりも古い時代のものだと確定的に見られている。

## 大衆文化に登場するボネット

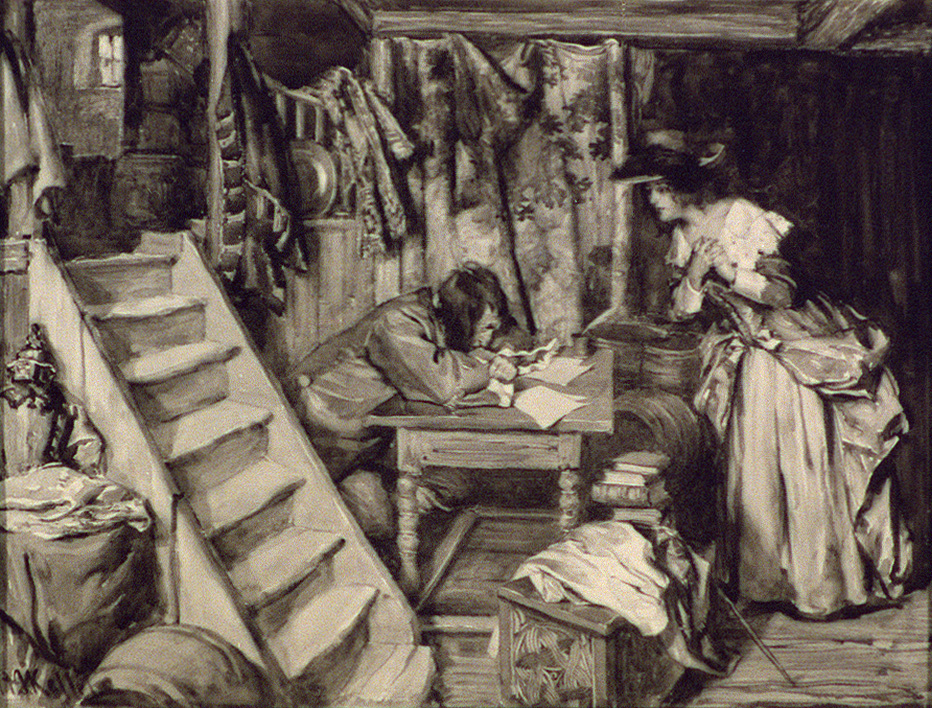
ボネットと彼の架空の娘ケイト(Arthur Ignatius Keller, 1902)

ボネットを主題とした作品は何度か製作されている。Marcel Schwobの「Imaginary Lives」シリーズの1作において彼の人生が描かれている。また、ティム・パワーズの『幻影の航海』には主要キャラクターの1人として登場し、他の有名な海賊たち、特に黒髭と一緒にいる。この小説では妻に対する憎しみ（小説では2年間の結婚生活）を利用した、黒髭の罠によって海賊行為を行うようになる。19世紀の作家フランク・ストックトンによる『ケイト・ボネット：海賊の娘のロマンス（Kate Bonnet: The Romance of a Pirate's Daughter）』は、ケイトという名のボネットの架空の娘を主人公とする風刺小説である。ボネットの登場は、『Sid Meier's Pirates!』や『アサシン クリード IV ブラック フラッグ』などのテレビゲームにも及ぶ。1941年の映画『The Devil and Daniel Webster』では悪魔がアメリカの歴史において悪名高い者たちを陪審員として召喚する中でボネットが登場する。
ノースカロライナ州サウスポートのケープフィア川沿いにあるボネット・クリーク（ボネットの入り江）には、ボネットの記念碑が立っている。The Yacht Basin Provision Company社は、悪名高き海賊ボネットに由来して、サウスポート近くで毎年恒例のスティード・ボネット・レガッタを開催している。
ラジオ番組「This American Life」は、2017年5月5日に海賊の特集番組を流した。プロローグの中で、ホストのIra GlassはプロデューサーのElna Bakerにスティード・ボネットの人生について話した。
2022年にボネットを主人公とするコメディ・テレビドラマシリーズ『海賊になった貴族』が公開された。主人公のボネットをリス・ダービーが、黒髭をタイカ・ワイティティが演じている。